# Пласт-колектор

Свердловина і пласт-колектор

Пласт-колектор — у нафтовидобутку — пласт, який є колектором нафти і газу, товстий шар однорідної нафтогазонасиченої гірської породи називають пластом-колектором, або продуктивним пластом.

## Загальна інформація
Товща проникних порід-колекторів обмежуються зверху в покрівлі і знизу (з підошви) флюїдоупором (покришкою). Пласт-колектор є першим елементом нафтогазогеологічного розчленування розрізу нафтогазоносних територій.
Як правило, у нафто- та газовидобуванні виконують оцінку рівнів відборів і компонентовилучення із пластів (компонентовіддачу пластів) — встановлення видобувних можливостей пласта-колектора в часі і приблизних значин коефіцієнтів компонентовилучення із пласта. У процесі розробки родовища природного газу в міру росту накопиченого відбору газу дебіт свердловин знижується. Якщо за даними дослідження кернового матеріалу відомо коефіцієнти пористості mі, проникності ki і водонасиченості sі окремих n пропластків товщиною hi усієї газоносної товщі, то можна побудувати графік залежності логарифма відносного (до початкового) дебіту свердловини від відносного (до запасів) накопиченого відбору з пласта.
Рівень річного відбору газу з родовища розраховують у кожному конкретному випадку на початковій стадії його освоєння, тобто на стадії створення проекту дослідно-промислової експлуатації (ДПЕ) і складання техніко-економічного обґрунтування видобування газу. Далі в міру накопичення інформації за результатами ДПЕ рівні річного відбору газу з родовища уточнюються в проектах і аналізах розробки родовища.
Як правило, рівні річного відбору газу з родовищ становлять 2-4 % від видобувних запасів, по окремих родовищах-регуляторах рівень річного відбору газу з родовищ сягає 10 %, а в деяких випадках і більше.

## Розкриття газового пласта
Розкриття газового пласта ‒ завершальний процес буріння свердловини.
Технологія розкриття продуктивного пласта значно впливає на умови освоєння і визначає продуктивну характеристику свердловини.
Методи розкриття пласта залежать від поточного пластового тиску, характеристики продуктивного пласта й інших чинників.
При розкритті продуктивного пласта повинно бути не допущено відкрите фонтанування свердловини і в той же час повинні бути збережені природні фільтраційні властивості порід привибійної зони. Якщо проникність порід мала, вживають заходів до поліпшення фільтраційних властивостей привибійної зони свердловини шляхом застосування різних методів інтенсифікації припливу газу. Крім того, газові інтервали пласта, розкривають таким чином, щоб гарантувати тривалу безводну експлуатацію свердловин, найкращі умови припливу газу з кожного пропластка й отримання мінімальних коефіцієнтів фільтраційного опору. Крім того, повинен забезпечуватися максимальний коефіцієнт газовіддачі.
Попередження відкритого аварійного фонтанування забезпечується протитиском стовпа промивальної рідини на вибій. Для цього, як правило, необхідно, щоб тиск стовпа промивальної рідини в стовбурі свердловини на вибій на 10 ‒ 15 % перевищував очікуваний вибійний тиск. Це досягається шляхом застосування промивальної рідини відповідної густини: наприклад, використовують крейдяний розчин з домішками бариту або гематиту. При низькій якості промивальної рідини вода з неї фільтрується в пласт на глибину від декількох сантиметрів до метра і більше. На стінках стовбура утворюється щільна глиниста кірка, яку важко видалити. Відзначимо, що проникність глинистої кірки як правило на два порядки нижча проникності пласта. Наявність глинистої кірки і води, що відфільтрувалась у пласт, різко знижує продуктивну характеристику привибійної зони свердловини. Тому при розкритті продуктивного горизонту необхідно звертати особливу увагу на якість промивальної рідини: водовіддача повинна бути мінімальною ‒ до 2 ‒ 3 см3 за 30 хв; в'язкість в межах 18 ‒ 25 сек за показаннями стандартного віскозиметра; товщина утвореної кірки на стінках свердловин не повинна перевищувати 2 ‒ 3 мм. Часто застосовують рідини з добавками КМЦ (карбоксил-метил-целюлоза) тощо.
При розкритті пласта буріння свердловини ведуть з невеликою швидкістю поглиблення. Для попередження можливих викидів промивальної рідини і, як наслідок, аварій контролюють заповнення свердловини до гирла промивальною рідиною, особливо при спуско-підіймальних операціях.
При наявності в продуктивному інтервалі глинистих прошарків необхідно вживати заходи по недопущенню розбухання глин, щоб уникнути погіршення продуктивної характеристики свердловини й ускладнень при її експлуатації.
При розкритті пластів з тиском нижчим гідростатичного з метою попередження заглинизування та інфільтрації води в пласт застосовують промивальні рідини на нафтовій основі, а також поверхнево-активні речовини (ПАР) і різні домішки.
Крім того, при розкритті продуктивного пласта можна використовувати продування вибою газом. Гирло свердловини повинно бути обладнане противикидним пристроєм ‒ превентором. Найкращі результати дає застосування обертових превенторів. У газових свердловинах до розкриття продуктивних пластів передбачається спуск проміжної колони або кондуктора на глибину, що виключає можливість розриву порід при закритті превентора в разі викиду газу. На газових родовищах з великим поверхом газоносності і аномально високим пластовим тиском спускають додаткові проміжні колони для забезпечення можливості проходження всього поверху газоносності без поглинання промивної рідини і запобігання пов'язаних з цим викидів. До розкриття газового пласта проміжною колоною або кондуктором перекриваються породи, які поглинають промивальну рідину, а також породи, сполучені з денною поверхнею. Підошви колон встановлюються в щільних непроникних породах. Якщо для очищення вибою від шламу використовують газ або повітря, свердловину обладнують спеціальним обертовим превентора. Це необхідно також і при значній тріщинуватості порід і великому вмісті в них пустот.
Продуктивний пласт розкривають повністю або частково. Якщо в даному інтервалі або на ділянці пласта не зустрічаються підошовні або контурні води і не очікується їх надходження в процесі розробки, пласт слід розкрити на повну потужність, у іншому випадку розкривається лише його частина. Завдання по розкриттю потужності пласта і вибору робочого дебіту є техніко-економічним і вирішується шляхом оцінки різних варіантів та вибору з них оптимального.
Залежно від характеристики порід привибійної зони пласта (ступеня стійкості при очікуваному дебіті, наявності підошовної води і води в пропластках між горизонтами, що об'єднуються, пластових тисків тощо) вибирається відповідне обладнання вибою газової свердловини. Якщо привибійна зона складена стійкими породами (пісковиками, вапняками, ангідридами), то продуктивний пласт сполучається зі свердловиною відкритим вибоєм. У цьому випадку експлуатаційну колону спускають до покрівлі продуктивного пласта у водонепроникний пропласток і цементують до гирла.
При наявності стійких колекторів вибій обладнують також фільтром або хвостовиком. У цьому випадку фільтри виготовляють із стандартних труб, на яких фрезерують вертикальні щілини шириною від 0,75 до 3 мм, залежно від фракційного складу піску, що складає продуктивний пласт. Якщо діаметри фільтра і експлуатаційної колони рівні, фільтр спускають одночасно з колоною після розкриття свердловини на повну глибину. Цементування здійснюють від покрівлі продуктивного пласта і вище. Якщо діаметр фільтра менший від діаметра експлуатаційної колони, то експлуатаційну колону спускають до покрівлі продуктивного горизонту і цементують, потім бурять свердловину до проектної глибини і обладнують її фільтром-хвостовиком. Фільтр спускають у свердловину на бурильних трубах з перехідником який має ліву різьбу. Перехідник нагвинчують на спеціальну муфту з конічною різьбою. Після спуску і установки фільтра на вибої, бурильні труби від'єднують обертаючи вправо та витягують із свердловини.
Якщо привибійна зона свердловини складена пісками або пісковиками, які починають руйнуватися при невеликих депресіях на пласт, вибій свердловини обладнують спеціальними гравійно-намивними фільтрами. У привибійну зону можна також закачувати спеціальні смоли або пластмаси, в яких після затвердівання залишаються фільтрації властивості. Найбільш поширений спосіб закачування смол у свердловини на підземних сховищах газу, які створені у водоносних пластах.

## Явища у пластах-колекторах
Перетікання рідини (газу) міжшарове (міжпластове) — переміщення рідини (газу) між шарами пласта з різною п'єзопровідністю за наявності міжшарових градієнтів тиску.